# Letov Š-6
Bei dem Flugzeug Letov Š-6 handelt es sich um einen einmotorigen zweisitzigen Doppeldecker, der von der tschechischen Firma Letov als Bomber entwickelt wurde. Der Erstflug der Maschine fand im Jahre 1923 statt. Die Konstruktion führte Alois Šmolík aus. Das Fahrwerk war starr und verfügte über einen Hecksporn. Die Tragflächen waren verspannt und mit N-Stielen verstrebt.
Von der Serienversion wurden insgesamt 35 Stück hergestellt und an die tschechoslowakische Armee geliefert. Aus diesem Typen wurde später die erfolgreiche Letov Š-16 entwickelt. Eine zivile Ableitung wurde als Letov Š-19 bezeichnet.

## Militärische Nutzung
Tschechoslowakei
- Tschechoslowakische Luftstreitkräfte

## Technische Daten
| Kenngröße             | Daten |
| --------------------- | --- |
| Besatzung             | 2 |
| Länge                 | 8,85 m |
| Spannweite            | 15,69 m |
| Höhe                  | ? m |
| Flügelfläche          | 42,97 m² |
| Flächenbelastung      | 46,8 kg/m² |
| Leermasse             | 1152 kg |
| max. Startmasse       | 2008 kg |
| Triebwerke            | 1 × Sechszylinder-Reihenmotor Maybach IVa mit 191 kW (260 PS)                                                  |
| Höchstgeschwindigkeit | 186 km/h |
| Reisegeschwindigkeit  | 160 km/h |
| Steigzeit             | 31,30 min auf 5000 m Höhe                                                                                      |
| Dienstgipfelhöhe      | 6250 m |
| Reichweite            | 780 km |
| Bewaffnung            | 1 × Vickers 7,7-mm-Maschinengewehr 2 × Lewis 7,7-mm-in einer Drehlafette zur Verteidigung bis zu 120 kg Bomben |